# Špión, který přišel z chladu (film)
Špion, který přišel z chladu (v anglickém originále The Spy Who Came In from the Cold) je britský špionážní film z roku 1965 natočený podle stejnojmenného románu Johna le Carrého z roku 1963. Ve filmu hrají Richard Burton, Claire Bloomová a Oskar Werner. Režíroval jej Martin Ritt, scénář napsali Paul Dehn a Guy Trosper.
Film zachycuje misi agenta britské MI6 Aleca Leamase, který jako falešný přeběhlík dostane za úkol zasít škodlivé dezinformace o vlivném východoněmeckém zpravodajském důstojníkovi. V rámci šarády je Leamas zdánlivě propuštěn z britské tajné zpravodajské služby a stává se z něj zhrzený alkoholik. Brzy je osloven východoněmeckými agenty v Británii a nechá se naverbovat a odvézt do kontinentální Evropy, aby za peníze prodal svá tajemství. Když už se však zdá, že se mu podařilo zdiskreditovat svůj cíl, je Leamas odhalen jako aktivní agent britské rozvědky šířící falešné informace. K jeho překvapení se tímto odhalením dosáhne skutečných a dosud skrytých cílů mise.
Film byl kasovně úspěšný, získal pozitivní recenze a několik ocenění, včetně čtyř cen BAFTA za nejlepší britský film, nejlepšího herce, nejlepší kameru a nejlepší režii. Richard Burton za svůj výkon obdržel cenu David di Donatello pro nejlepšího zahraničního herce, cenu Zlatý vavřín a nominaci na Oscara za nejlepší mužský herecký výkon v hlavní roli. Film byl americkou National Board of Review zařazen mezi deset nejlepších filmů roku 1966.

## Děj
Kancelář MI6 v západním Berlíně pod vedením šéfa stanice Aleca Leamase utrpěla značné oslabení. Po smrti jednoho ze svých operativců je Leamas odvolán do Londýna a zdá se, že byl z agentury vyloučen. Ve skutečnosti však jeho pád byl pečlivě zinscenován jeho nadřízeným, šéfem agentury známým jako Control. Leamas začne působit jako depresivní, zatrpklý alkoholik a přijme práci asistenta v místní knihovně. Tam naváže vztah se svou kolegyní Nan Perryovou, mladou idealistkou a členkou Britské komunistické strany. Většinu svého skromného platu utrácí za alkohol, což ho neustále drží v finanční tísni. Opilý napadne obchodníka, který mu odmítne dát zboží na dluh, a je krátce uvězněn. Jeho situace upoutá pozornost východoněmecké tajné služby, která v něm vidí potenciálního přeběhlíka.
Leamase postupně oslovují různí agenti, kteří ho posouvají výš v hierarchii východoněmecké rozvědky, zatímco on vyjadřuje ochotu prodávat britská tajemství za peníze. Nakonec odletí do Nizozemska, kde se setká s agentem jménem Peters, jenž rozhodne, že jeho informace jsou dostatečně důležité na to, aby ho poslal dál do Východního Německa. Na venkovském sídle v Německu se Leamas setkává s Fiedlerem, který se stává jeho hlavním vyšetřovatelem. Tehdy začne provádět svou tajnou misi – poskytovat informace naznačující, že vysoce postavený důstojník východoněmecké rozvědky jménem Mundt je placeným informátorem Britů. Důkazy jsou nepřímé a ačkoli zdánlivě Mundta usvědčují, Leamas tuto interpretaci opakovaně odmítá s tím, že tak významný činitel by nemohl být britským agentem, aniž by o tom věděl. Fiedler však dokáže nezávisle ověřit Leamasovy informace a dojde k závěru, že Mundt, jeho nadřízený, byl skutečně po mnoho let tajným aktivem britské rozvědky.
Mundt se neočekávaně objeví v sídle a nechá zatknout Leamase i Fiedlera za údajné spiknutí proti němu. Jakmile však Fiedler své závěry vysvětlí nadřízeným, situace se obrací a Mundt je zatčen. Je svolán tajný tribunál, aby ho soudil za špionáž, přičemž Leamas je donucen svědčit. Fiedler předkládá přesvědčivé důkazy o tom, že Mundt je placený dvojitý agent. Avšak Mundtův obhájce odhalí nesrovnalosti v Leamasově přeměně v informátora a naznačí, že Leamas je ve skutečnosti falešný přeběhlík. Jeho důvěryhodnost se zhroutí ve chvíli, kdy Nan, která byla do Východního Německa přivedena pod záminkou kulturní výměny, je přinucena vypovídat u tribunálu. Nevědomky odhalí, že dostávala platby od britského důstojníka tajné služby, jak Leamas předem zařídil. Tvrdě konfrontován s její výpovědí Leamas neochotně přizná, že je britský agent. Mundt je očištěn a Fiedler je zatčen jako oběť intrik.
Leamas si zpočátku myslí, že svou misi zcela zpackal a obává se tvrdé odvety od Mundta. Uprostřed noci je však překvapivě on i Nan propuštěni z cel a Mundt jim poskytne únikový plán. Mundt vysvětluje, že Leamasova skutečná mise uspěla – Mundt je skutečně britským agentem a Fiedler byl skutečným cílem operace, protože se stal příliš podezřívavým vůči svému nadřízenému. To Leamase šokuje a složitost celé operace i obrovské riziko, kterému byl ze strany svých nadřízených vystaven, se mu krutě vyjasní. Během cesty autem k hranici vysvětluje celý plán stále idealistické Nan. Ta ho obviňuje, že se podílel na vraždě Fiedlera, který pouze dělal svou práci. Leamas, podrážděný její naivitou, propadne výbuchu vzteku a sebenenávisti:
"Co si sakra myslíš, že špioni jsou? Morální filozofové, kteří všechno posuzují podle Boha nebo Karla Marxe? Ne, nejsou. Jsou to jen banda ubohých ušmudlaných mizerů jako já – malí muži, opilci, homosexuálové, podpantofláci, úředníci, kteří si hrají na 'kovboje a indiány', aby si zpestřili své prohnilé životy. Myslíš, že sedí jako mniši v cele a váží, co je správné a co ne? Včera bych Mundta zabil, protože jsem ho považoval za zloducha a nepřítele. Ale dnes ne. Dnes je zloduch a můj přítel."
Leamas a Nan dorazí k Berlínské zdi a dostanou instrukce, aby přelezli do Západního Německa po nouzovém žebříku, zatímco reflektor bude záměrně odkloněn. Leamas dosáhne vrcholu zdi a pomáhá Nan vylézt za sebou, když se reflektor náhle otočí přímo na ně, rozezní se alarmy a Nan je zastřelena Mundtovými operativci, aby byla umlčena jako poslední civilní svědek celé operace. Leamas strne v šoku a hrůze a agenti na obou stranách ho vyzývají, aby se vrátil na západní stranu. Místo toho se začne vracet zpět směrem k Naninu tělu na východoněmecké straně, kde je rovněž zastřelen.